# Американские боги (3-й сезон)
Третий сезон сериала «Американские боги», основанного на одноимённом романе Нила Геймана, премьера которого состоялась на канале Starz 10 января 2021 года. Он будет состоять из десяти эпизодов. Чарльз Х. Эгли адаптировал третий сезон, будучи его единственным шоураннером после того, как Джесси Александер оставил пост после второго сезона, и Брайан Фуллер и Майкл Грин после первого сезона. Производство сезона началось в октябре 2019 года вслед за тем, как продюсеры шоу официально дали ему зелёный свет в марте 2019 года.
Главные роли в сезоне исполняют Рики Уиттл, Эмили Браунинг, Йетиде Бадаки, Криспин Гловер, Брюс Лэнгли, Омид Абтахи, Демор Барнс, Девери Джейкобс и Иэн Макшейн, которые вернулись из предыдущего сезона, в то время как Эшли Рейес присоединилась к основному актёрскому составу.
Сезон следует за Тенью Муном, когда он переезжает в Приозёрье, Висконсин, под новым именем, чтобы спрятаться от Новых Богов.

## В ролях

### Главные роли
- Рики Уиттл — Тень Мун, бывший заключенный, который становится телохранителем мистера Среды[1].
- Эмили Браунинг — Лора Мун, воскресшая из мёртвых девушка и жена Тени Муна[1].
- Йетиде Бадаки — Билкис, богиня любви[1].
- Криспин Гловер — мистер Мир, Новый Бог глобализации и лидер Новых Богов[2][3].
- Брюс Лэнгли — Техномальчик / Квантомальчик, Новый Бог технологий[1].
- Омид Абтахи — Салим, мусульманин из Омана, который переехал в США[1].
- Эшли Рейес — Корделия, вылетевшая из колледжа бунтарка, которая разбирается в технологиях и работает на мистера Среду[4].
- Демор Барнс — мистер Ибис, хранитель историй прошлого и настоящего, египетский бог Тот[1].
- Девери Джейкобс — Сэм Чёрная ворона, студентка-автостопщик черокского происхождения[1].
- Иэн Макшейн — мистер Среда, бог Один[1].

### Второстепенные роли
- Петер Стормаре — Чернобог, славянский бог покровитель войны и магии[1].
- Мэрилин Мэнсон — Йохан Венгрен, солист викингской группы дэт-метал «Blood Death»[5].
- Блайт Даннер — Деметра, греческая богиня плодородия, у которой неразрешённая романтическая история с мистером Средой[6].
- Эрисен Гардиола — Ошун, йорубанская богиня любви, чистоты и плодородия[4].
- Доминик Джексон — мисс Мир, воплощение мистера Мира[1].
- Эрик Джонсон — Чад Маллиган, шеф полиции Приозёрья[1].
- Лела Лорен — Маргерит Олсен, местный репортёр Приозёрья[7].
- Дэнни Трехо — другое воплощение мистера Мира[8].
- Джулия Суини — Энн-Мари Хинцельманн, владелец небольшого круглосуточного магазина и неофициальный самопровозглашённый мэр Приозёрья[8].
- Wale — Чанго, Ориша, у которого есть связь с прошлым Тени[8].
- Иван Реон — Лиам Дойл, очаровательный, добродушный лепрекон[9].
- Денис О'Хэр — Тюр[3]
- Грэм Грин — Виски Джек

## Эпизоды
| № общий | № в сезоне | Название                                                       | Режиссёр        | Телесценарий                  | Дата премьеры   | Зрители в США (млн) |
| ------- | ---------- | -------------------------------------------------------------- | --------------- | ----------------------------- | --------------- | ------------------- |
| 17      | 1          | «Зимняя сказка» «A Winter's Tale»                              | Джон Эмиел      | Дэвид Пол Фрэнсис             | 10 января 2021  | 0,209               |
| 18      | 2          | «Серьёзный лунный свет» «Serious Moonlight»                    | Джулиан Холмс   | Мозес Верно                   | 17 января 2021  | TBA                 |
| 19      | 3          | «Пепел и демоны» «Ashes and Demons»                            | Томас Картер    | Энн Кенни                     | 24 января 2021  | TBA                 |
| 20      | 4          | «Невидимые» «The Unseen»                                       | Эва Сёрхёуг     | Ник Гилли                     | 31 января 2021  | TBA                 |
| 21      | 5          | «Восход сестры» «Sister Rising»                                | Ник Копус       | Дэмиан Киндлер                | 14 февраля 2021 | TBA                 |
| 22      | 6          | «Совесть короля» «Conscience of the King»                      | Марк Тинкер     | Арик Авелино                  | 21 февраля 2021 | TBA                 |
| 23      | 7          | «Огонь и лёд» «Fire and Ice»                                   | Рэйчел Голдберг | Энн Кенни и Дэвид Пол Фрэнсис | 28 февраля 2021 | TBA                 |
| 24      | 8          | «Восторг горения» «The Rapture of Burning»                     | Тим Саутэм      | Холли Мойер                   | 7 марта 2021    | TBA                 |
| 25      | 9          | «Эффект озера» «The Lake Effect»                               | Метин Хусейн    | Лора Пьюзи и Дэмиан Киндлер   | 14 марта 2021   | TBA                 |
| 26      | 10         | «Слёзы несущего гнев дерева» «Tears of the Wrath-Bearing Tree» | Рассел Ли Файн  | Лора Пьюзи и Райан Спенсер    | 21 марта 2021   | TBA                 |

## Производство
10 марта 2019 года Starz продлило сериал на третий сезон, и было подтверждено, что Чарльз Х. Эгли будет шоураннером третьего сезона, заменяя Джесси Александера. Сезон будет состоять из 10 эпизодов, и его производство началось в октябре 2019 года в Торонто. Наряду с Эгли, исполнительными продюсерами стали Нил Гейман, Энн Кенни, Дэмиэн Киндлер, Дэвид Пол Фрэнсис, Марк Тинкер, Иэн Макшейн, Крэйг Цегильски и Стефани Берк.

### Кастинг
В третьем сезоне присутствует несколько новых актёров во второстепенных ролях. В сентябре 2019 года Мэрилин Мэнсон и Блайт Даннер получили повторяющиеся роли. В октябре Эшли Рейес присоединилась к основному актёрскому составу, в то время как Эрисен Гардиола, Лела Лорен, Доминик Джексон и Эрик Джонсон получил второстепенные роли. В ноябре Дэнни Трехо, Джулия Суини и Wale стали приглашёнными актёрами в сериале; в то время как в декабре Иван Реон был добавлен к актёрскому составу. По словам источника, Криспин Гловер вернётся в качестве гостя в сериале.
В третьем сезоне также происходит несколько изменений в актёрском составе, включая уход Пабло Шрайбера, который играл Сумасшедшего Суини, в конце предыдущего сезона. В декабре 2019 года Орландо Джонс заявил, что в сентябре его уволили из сериала, и утверждал, что новый шоураннер Чарльз Эгли решил, что его персонаж, мистер Нэнси, посылает «неправильное послание для чёрной Америки». В ответ на это, пресс-секретарь сериала заявил, что контракт Джонса не был продлён, потому что его персонаж мистер Нэнси не включён в материал книги, на котором основаны эпизоды третьего сезона. Также в декабре Муса Крэйш объявил, что он также не появится в третьем сезоне.